# إفدجوسن الجبل (بني عبد السلام)
إفدجوسن الجبل هو دُوَّار يقع بجماعة أمهاجر، إقليم الدريوش، جهة الشرق في المملكة المغربية. ينتمي الدوّار لمشيخة بني عبد السلام التي تضم 8 دواوير. يقدر عدد سكانه بـ 167 نسمة حسب الإحصاء الرسمي للسكان والسكنى لسنة 2004.

## روابط خارجية
- البوابة الوطنية للجماعات الترابية
- المندوبية السامية للتخطيط